# Rio Tamaxague
O rio Tamaxague (em azeri: Tamaşağ; em armênio: Թամաշաղ; romaniz.: Tamašał), Tamaxaque (Tamaşah; Տամաշախ, Tamašaχ), Tamaxalique (Tamaşalih; Թամաշալըխ, Tamašaliχ) ou Tamaxaligue (Tamaşaliğ; Թամաշալըղ, Tamašalił) é um rio binacional da Armênia e Azerbaijão. Na Armênia, flui na província de Vaiose Zor. Nasce na encosta sul do monte Sacandacar e se funde pela margem esquerda ao rio Jauque 7-8 quilômetros a sudeste da estação Noraxém, no território de Naquichevão, no Azerbaijão. Seu comprimento é de 17,5 quilômetros, dos quais oito pertencem à Armênia. Historicamente foi referido como Acor(i), e mais tarde Acora / Acura.